# Junkers Ju 90
El Junkers Ju 90 era un avió alemany de passatgers, quadrimotor, desenvolupat per Junkers per a ser operat per Deutsche Luft Hansa just abans de la Segona Guerra Mundial. Estava basat en el bombarder Junkers Ju 89. Durant la guerra la Luftwaffe els va fer servir com a transports.

## Disseny i desenvolupament
El Junkers Ju 90 descendeix directament del Junkers Ju 89, un avió presentat al programa Uralbomber destinat a produir un bombarder estratègic de llarg abast. Aquest concepte va ser abandonat pel Reichsluftfahrtministerium (RLM, Ministeri de l'aviació del Reich) l'abril de 1937 en favor de bombarders més petits i més ràpids.

### Desenvolupament civil
La Deutsche Luft Hansa va sol·licitar un avió comercial de llarga distància. Quan el programa del Ju 89 va ser abandonat, el tercer prototip es va completar parcialment i a petició de Luft Hansa, es va reconstruir com a avió de passatgers, conservant les ales i cua del disseny original, però incorporant un fuselatge nou, més ampli per posar-hi seients de passatgers. El nou disseny va ser designat com a Ju 90.
El primer prototip, Ju 90 V1, estava propulsat per quatre motors Daimler-Benz DB 600 C que generaven 820 kW (1.100 hp) cadascun. Tenien més potència que els instal·lats en el seu predecessor, el Ju 89 i en els següents aparells comercials. Anomenat Der Grosse Dessauer com havia estat l'anterior Junkers G 38, va realitzar el seu primer vol el 28 d'agost de 1937. Va dur a terme les proves de llarga distància. Després de vuit mesos de proves de vol, aquest prototip es va trencar el 6 de febrer de 1938 durant proves de sobrevelocitat.
Un segon prototip, el V2, va ser lliurat a Luft Hansa al maig de 1938 per continuar amb les avaluacions. Com després els Ju 90 comercials de producció, estava impulsat per quatre motors radials de nou cilindres BMW 132 que lliuraven 620 kW (830 hp). El canvi dels motors probablement va ser necessari per les demandes i pressions a Daimler-Benz per part de l'RLM i la Luftwaffe per que la producció de motors es destinés a avions de primera línia, estratègicament importants. Van anomenar a aquest avió Preußen. Es va estavellar fatalment durant les proves de vol tropical en un enlairament al novembre de 1938 a Bathurst, Gàmbia, probablement a causa d'una fallada motor. Malgrat aquests contratemps, Luft Hansa va sol·licitar vuit avions de producció Ju 90A-1. Així mateix, també van operar dos prototips; el V3 Bayern va volar la ruta Berlín-Viena des de juliol de 1938. Només van ser lliurats set dels A-1 a Luft Hansa, l'últim, a l'abril de 1940 va ser directament lliurat a la Luftwaffe.
South African Airways també ordenar dos Ju 90A-1 amb motors Pratt & Whitney R-1830 Twin Wasp de 670 kW (900 hp). Cap va ser lliurat a SAA, sinó que van ser traspassats a la Luftwaffe a l'esclatar la guerra. A mesura que avançava la guerra, els sis avions supervivents de Luft Hansa també van entrar a el servei de la Luftwaffe, encara que dos van ser retornats a Luft Hansa més tard. Sis d'aquests avions van prendre part en la invasió de Noruega. El prototip V4 va entrar en servei amb la Luftwaffe al juliol de 1941; aquest avió estava equipat amb motors Junkers Jumo 211 F/L de 990 kW (1.320 hp).

### Desenvolupament militar
L'abril del 1939 el RLM va sol·licitar a Junkers un major desenvolupament del Ju 90 com a transport militar. Els Ju 90 V5 i V6 van ser els prototips d'aquest disseny militar. El tren d'aterratge es va reforçar amb dues rodes principals en comptes d'una de la versió civil. Les finestres van ser reemplaçades per 10 petits ulls de bou per costat. El Ju 90 V5 va volar primer el 5 de desembre de 1939. Una característica especial tant del V5 com del V6 era una poderosa rampa hidràulica d'embarcament al terra de la secció posterior de l'fuselatge per carregar petits vehicles i càrregues voluminoses; aquesta rampa, quan es baixava, era prou potent com per elevar el fuselatge a la posició de vol horitzontal. Les dues aeronaus es van equipar amb els molt més potents motors radials BMW 801MA de 1.147 kW (1.539 hp).
Els dos últims prototips, V7 i el V8, es van utilitzar directament en el programa de desenvolupament del Ju 290.

## Ús operacional

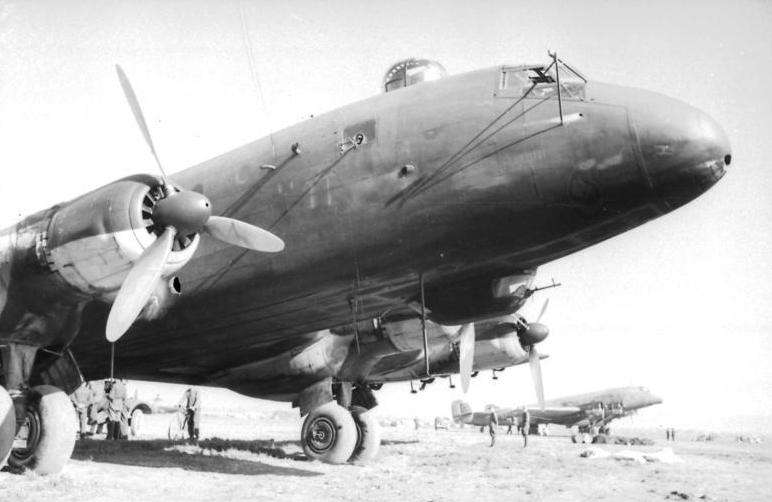
Dos Ju 90 en un aeroport italià (1943)

Sis Ju 90 van volar amb el KGr. z. b. V. 105 com a transports militars a l'Operació Weserübung. Tres Ju 90, amb les seves tripulacions Luft Hansa, van ser assignats a la Força Aèria el maig de 1941 i van volar com a transports durant el suport alemany a la revolta iraquiana contra els britànics. Dos avions van ser utilitzats com a avions de remolc per a la planador de càrrega Messerschmitt Me 321. Al febrer de 1942, es van contractar tots els Ju 90 disponibles per realitzar vols de subministrament a la secció nord del Front Oriental, inclosa la Bossa de Demjansk. El novembre de 1942, els Ju 90 van ser utilitzats per a vols de subministrament a la Mediterrània abans de ser transferits al Front Oriental altre cop per a enviar subministraments a Stalingrad el gener de 1943. El Ju 90 es va utilitzar llavors pel Lufttransportstaffel (LTS) 290 a la Mediterrània. Després de la pèrdua del nord d'Àfrica, el LTS 290 va ser traslladat a Mühldorf am Inn el juliol de 1943. Poc després, el nom es va canviar a Lufttransportstaffel (LTS) 5. A la primavera de 1944, el LTS 5 va volar les seves missions en l'evacuació de Crimea. El setembre del 1944 amb el Transportgeschwader 4 (TG 4) va ajudar a l'evacuació de Grècia al setembre i octubre de 1944. L'últim Ju 90 va ser destruït al final de la guerra.